# 万世村
万世村（ばんせいむら）は、かつて山形県南置賜郡にあった村。

## 歴史
- 1889年（明治22年）4月1日 - 町村制施行に伴い南置賜郡桑山村、梓山村、堂森村、金谷村、片子村（一部）が合併し、万世村が発足。
- 1954年（昭和29年）10月1日 - 米沢市に編入され消滅。